# San Cristóbal los Nava
San Cristóbal los Nava är en ort i Mexiko.   Den ligger i kommunen Tepeaca och delstaten Puebla, i den sydöstra delen av landet, 140 km öster om huvudstaden Mexico City. San Cristóbal los Nava ligger 2 244 meter över havet och antalet invånare är 1 219.
Terrängen runt San Cristóbal los Nava är platt åt sydost, men åt nordväst är den kuperad. Runt San Cristóbal los Nava är det tätbefolkat, med 319 invånare per kvadratkilometer. Närmaste större samhälle är Tecamachalco, 16,1 km sydost om San Cristóbal los Nava. Trakten runt San Cristóbal los Nava består till största delen av jordbruksmark.